# 伊施勒阿亨河

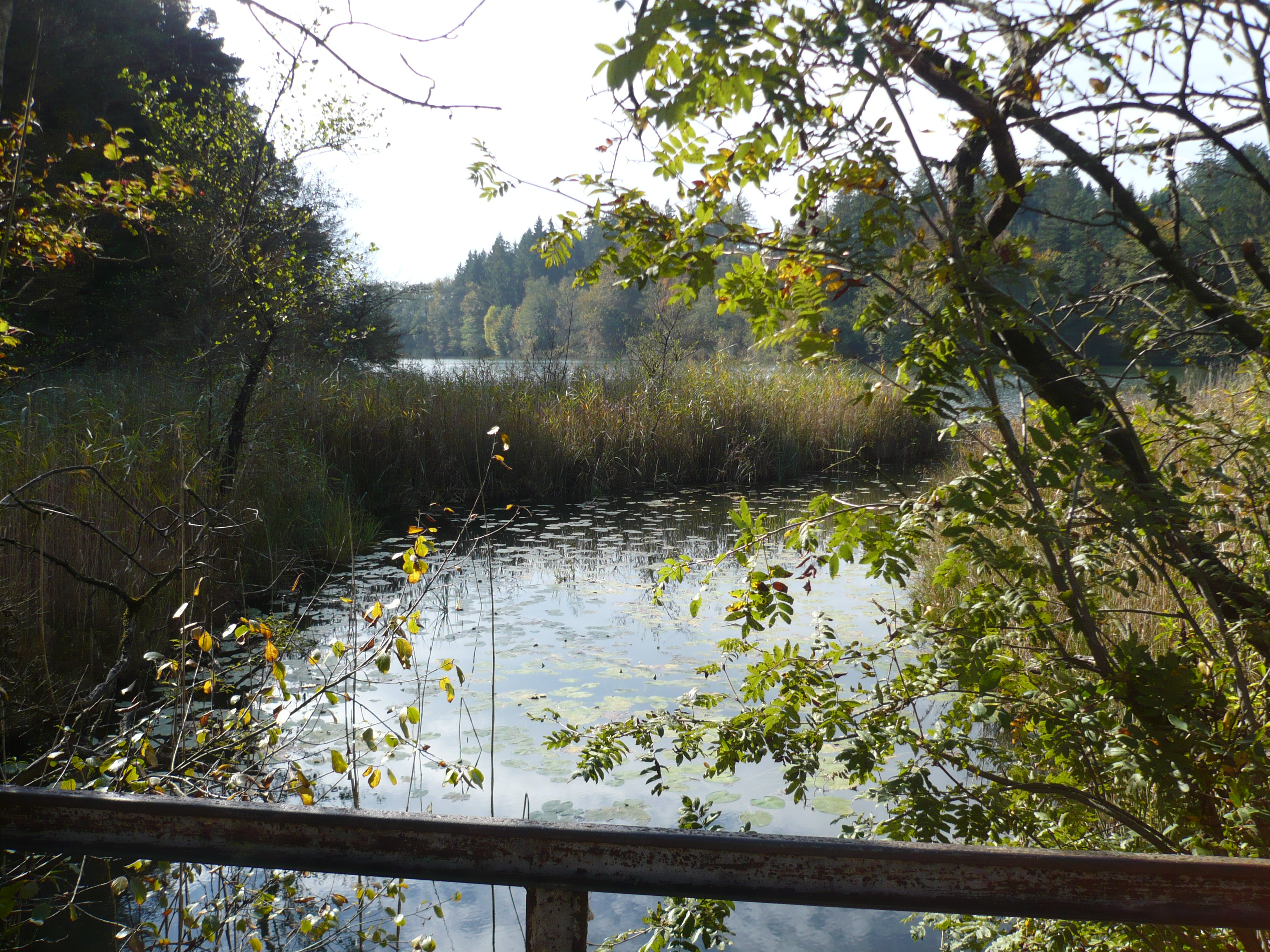

47°57′47.9″N 12°28′42.4″E / 47.963306°N 12.478444°E
伊施勒阿亨河（德語：Ischler Achen），是德國的河流，位於該國東南部，由巴伐利亞負責管轄，屬於阿爾茨河的支流，河道全長17.7公里，流域面積87.9平方公里。